# Битва за Британію (фільм, 1969)
Битва за Британію (англ. Battle of Britain) — американський художній фільм 1969 року режисера Гая Гамільтона. Екранізація книги Дерека Вуда та Дерека Демпстера «Вузьке поле» про Битву за Британію під час Другої світової війни. У фільмі можна побачити вражаючі сцени повітряних боїв між німецькими та британськими пілотами.

## Сюжет
У 1940 році Німеччина захоплює майже всю Європу. Після падіння Франції для захоплення Великої Британії німецький фельдмаршал люфтвафе Герман Герінг повинен здобути рішучу перемогу і придушити опір Королівських військово-повітряних сил. 2500 німецьких літаків летять бомбити Лондон та інші міста. Однак Велика Британія не збирається здаватися. Особливо рішуче налаштований глава винищувального командування маршал Г'ю Давдінг (Лоуренс Олів'є). Його льотчики також не збираються здаватися. Починається найбільша повітряна битва за Британію.

## Ролі виконують
- Гарі Ендрюс[en] — Гарольд Бельфор[en]
- Майкл Кейн — керівник ескадрильї Кенфілд
- Тревор Говард — віцемаршал повітряних сил Кіт Парк[en]
- Іян Макшейн — сержант Енді Мур
- Кеннет Мор[en] — капітан групи Баркер
- Лоуренс Олів'є — Г'ю Давдінг
- Крістофер Пламмер — Колін Гарві
- Майкл Редгрейв — Дуглас Евілл
- Ральф Річардсон — Девід Келлі[en]
- Сюзанна Йорк — Меггі Гарві
- Айла Блер — дружина Мура
- Джеймс Космо — Джеймі

## Навколо фільму
- У фільмі показані події, які відбувалися з травня по вересень 1940 року.
- Для участі у фільмі зібрали таку велику кількість літаків, що вони створили тридцять п'яті за кількістю повітряні сили у світі.
- Літаки, що беруть участь у фільмі, були пофарбовані в кольори 1940 року, які забезпечували настільки ідеальне маскування, що їх не було видно ні на землі, ні в небі. Тому більшість сцен було знято з хмарами на задньому плані, щоб їх можна було побачити.
- Насправді середній вік пілотів під час битви за Британію становив лише двадцять років, тому багато акторів були значно старші від персонажів, ролі яких вони грали.
- Насправді, на відміну від того, що показано у фільмі, німці винайшли радари раніше, ніж британці.
- Фільм уперше показали на британському телебаченні, на каналі BBC1 у вересні 1974 року. Фільм переглянули понад 24 мільйони глядачів, хоч на той момент існували лише три канали.
- Марш Рона Гудвіна «Aces High», написаний для сцен з люфтваффе, настільки влучно імітував німецьку музику, що його часто помилково сприймають за німецький. Марш користується популярністю у США та Великій Британії, хоча і має неоднозначну репутації через свій стиль.

## Нагороди
- 1970 Премія Національної ради кінокритиків США:
  - 10-ка найкращих фільмів[en]